# Michael Herck
Michael Herck (Bucareste, 4 de agosto de 1988) é um automobilista Belga-Romeno.

## Carreira

### Fórmula Renault
Depois do Karting, Herck foi para a Fórmula Renault Monza Inverno em 2003 e competiu na Fórmula Renault Monza no ano seguinte. Venceu o campeonato de 2004 com 5 vitórias e 375 pontos. Também competiu na Fórmula Renault 1.6 L Belga e Espanhola em 2004, vencendo o campeonato belga.
Em 2007 pilotou nas World Series by Renault para a equipa Comtec Racing, mas não marcou nenhum ponto.

### Fórmula 3
Herck foi para a Fórmula 3 em 2005, vencendo o campeonato austríaco.  Também competiu em algumas rondas do Campeonato Britânico de Fórmula 3 e no Campeonato Alemão de Fórmula 3 neste ano.  Em 2006 competiu na Fórmula 3 Euroseries, com a regressada equipa, compatritota, Bas Leinders, somando 12 pontos e acabando 15º no campeonato.

### GP2 Series
Herck competiu nas primeiras 8 corridas da temporada inaugural da GP2 Asia Series em 2008, pela equipa FMS International, antes de ter um acidente, falhando a última ronda da temporada.
O piloto também corre nas GP2 Series em 2008, mas inicialmente foi substituído por Giacomo Ricci na equipa David Price Racing, enquanto recuperava do acidente sofrido na GP2 Asia Series. Voltou na ronda de Magny Cours (França).

## Registo de corridas

### Sumário da carreira
| Épocan | Campeonato                    | Nome da Equipa                  | Corridas | Poles | Vitórias | Pontos | Lugar final |
| ------ | ----------------------------- | ------------------------------- | -------- | ----- | -------- | ------ | ----------- |
| 2003   | Fórmula Renault Monza Inverno | Dynamic Engineering             | 2        | 0     | 0        | 18     | 8º          |
| 2004   | Fórmula Renault Monza         | Dynamic Engineering             | 16       | 3     | 5        | 375    | 1º          |
| 2004   | Fórmula Junior 1600 Espanha   | ?                               | 9        | 6     | 4        | 119    | 1º          |
| 2004   | Fórmula Renault 1600 Bélgica  | ?                               | 4        | 0     | 1        | 65     | 11º         |
| 2005   | Fórmula 3 Austríaca           | Junior Racing Team              | 7        | 6     | 3        | 75     | 1º          |
| 2005   | Fórmula 3 Britânica           | Junior Racing Team              | 5        | 0     | 0        | 0      | NC          |
| 2005   | Recaro Formel 3 Cup           | Jama Investments                | 3        | 1     | 0        | 0      | NC          |
| 2005   | Fórmula Renault 2.0 Itália    | ?                               | 0        | 0     | 0        | 0      | NC          |
| 2006   | Fórmula 3 Euroseries          | Bas Leinders Junior Racing Team | 19       | 0     | 0        | 12     | 15º         |
| 2006   | Fórmula 3 Britânica           | Bas Leinders Junior Racing Team | 2        | 0     | 0        | 0      | NC          |
| 2006   | Fórmula 3 Ultimate Masters    | Bas Leinders Junior Racing Team | 1        | 0     | 0        | N/A    | 13º         |
| 2007   | World Series by Renault       | Comtec Racing                   | 14       | 0     | 0        | 0      | NC          |
| 2007   | Fórmula 3 Euroseries          | Bas Leinders Junior Racing Team | 2        | 0     | 0        | 0      | NC          |
| 2008   | GP2 Asia Series               | FMS International               | 8        | 0     | 0        | 0      | NC          |
| 2008   | GP2 Series                    | David Price Racing              | 4        | 0     | 0        | 0      | 31º*        |

* Época em curso.